# Pierre Trudeau
Joseph Philippe Pierre Yves Elliott Trudeau, PC CH CC QC FSRC (/ truːdoʊ /; phát âm tiếng Pháp: [tʁydo]; 18 tháng 10 năm 1919 - 28 tháng 9 năm 2000), thường được biết đến với tên Pierre Trudeau hoặc Pierre Elliott Trudeau, là thủ tướng thứ 15 của Canada từ 20 tháng 4 năm 1968 đến ngày 4 tháng 6 năm 1979, và một lần nữa từ 03 tháng 3 năm 1980 đến 30 tháng 6 năm 1984.
Trudeau bắt đầu sự nghiệp chính trị của ông là một luật sư, trí thức, và nhà hoạt động chính trị Quebec. Trong những năm 1960, ông tham gia vào chính quyền liên bang bằng cách tham gia đảng Tự do Canada. Ông được bổ nhiệm làm Thư ký Quốc hội Lester Pearson, và sau này trở thành Bộ trưởng Bộ Tư pháp dưới thời ông này.
Hiện nay, con trai trưởng của ông, Justin Trudeau, là thủ tướng thứ 23 của Canada.